# Rinorea microglossa
Espèce
Rinorea microglossa Engl. est une espèce de plantes à fleurs de la famille des Violaceae et du genre Rinorea. C'est une plante endémique du Cameroun.